# 双穗求米草
双穗求米草（学名：Oplismenus undulatifolius var. binatus）为禾本科求米草属下的一个变种。